# Raparna luteoflaveola
Raparna luteoflaveola là một loài bướm đêm trong họ Noctuidae.